# Austrolichas monteithi
Austrolichas monteithi is een keversoort uit de familie Ptilodactylidae. De wetenschappelijke naam van de soort is voor het eerst geldig gepubliceerd in 1992 door Lawrence & Stribling.